# Видеріх
Відеріх (лат. Vidirih, Videric; Videricius; Vithericus) — король готів, жив у IV столітті, став королем після правління свого батька Вітіміра. Остготське царство було розташовано в південній частині України на березі Чорного моря, між Доном до Дністром. При Вітімирі почався відступ готів за Дунаї, на територію Римської імперії.
Правив частиною племен гревтунгів, які під проводом Вітімира рушили з півдня України на захід до Дунаю і Римської імперії. Його батько — король Вітімир був убитий у бою проти аланів та гунів. Неповнолітній Відеріх став королем остготів з 376 року. Фактично країною та племенами правили співрегенти — готські князі й полководці Алатей та Сафракс.
Переправившись через Дунай на територію Східної Римської імперії Алатей та Сафракс приєдналися до повстання Фрітігерна і разом з ним брали участь 378 року в битві з імператором Валентом при Адріанополі. Тоді кіннота Алатея і Сафрака вдалим маневром вирішила результат цієї битви на користь готів.
Що ж до долі Відеріха, то відомо, що восени 376 його опікуни Алатей і Сафрак доставили його на лівий берег у самих низов'ях Дунаю. Немає жодного повідомлення, що він переправився через річку. Зате достеменно відомо, що конфедерацією трьох народів на території Римської імперії керували тільки воєначальники Алатей і Сафрак. Мабуть, Відіріх розлучився з життям, будучи зовсім ще маленьким хлопчиком.
Наступним законним королем остготів був Вінітар (380—390).
| Попередник Вітімир | Король остготів 376 | Наступник Вінітар |